# Zubkovaïta
La zubkovaïta és un mineral de la classe dels fosfats. Rep el nom en honor de la doctora Natalia V. Zubkova (nascuda el 1976), cristal·lògrafa de la Facultat de Geologia de la Universitat Estatal de Moscou, per les seves diverses contribucions a la química cristal·lina dels minerals oxisals.

## Característiques
La zubkovaïta és un arsenat de fórmula química Ca₃Cu₃(AsO₄)₄. Va ser aprovada com a espècie vàlida per l'Associació Mineralògica Internacional l'any 2018, sent publicada per primera vegada el 2019. Cristal·litza en el sistema monoclínic. La seva duresa a l'escala de Mohs és 3.
L'exemplar que va servir per a determinar l'espècie, el que es coneix com a material tipus, es troba conservat a les col·leccions del Museu Mineralògic Fersmann, de l'Acadèmia de Ciències de Rússia, a Moscou (Rússia), amb el número de registre: 5185/1.

## Formació i jaciments
Va ser descoberta a la fumarola Arsenàtnaia del volcà Tolbàtxik (Krai de Kamtxatka, Rússia), on es troba en forma de cristalls prismàtics grossos de fins a 0,01 x 0,01 x 0,2 mm, que contenen agregats radials o escorces. Es tracta de l'únic indret de tot el planeta on ha estat descrita aquesta espècie mineral.